# Ignacy Feliks Morawski
Ignacy Feliks Morawski (Lituania, 1744 – Nesvizh, 7 marzo 1790) è stato un generale e politico lituano.

## Biografia
Dopo una giovinezza avvolta nel mistero delle incertezze documentali che lo confermano solo figlio di Michał, tesoriere generale dell'infermeria dell'esercito lituano e di sua moglie, Katarzyna Mirowickie, nel 1768 si sa che Ignacy Feliks Morawski divenne maggiore generale dell'esercito della Confederazione polacco-lituana e poi dal 1777 comandante della 2ª divisione. Nel 1764 era stato tra i militari che si erano opposti all'intervento russo nell'ambito delle elezioni del nuovo sovrano polacco e per questo aveva conosciuto una rapida carriera militare. Nel 1783 venne promosso al rango di tenente generale e divenne maresciallo della corte del Granducato di Lituania nel 1783/ 1784, oltre a venire eletto nel parlamento del Voivodato di Podlaskie al Sejm tra il 1767 ed il 1780.
Nel 1784 fu insignito dell'Ordine dell'Aquila Bianca, nel 1777 divenne Cavaliere dell'Ordine di San Stanislao e venne poi decorato con l'Ordine del Leone del Palatinato.
Fu padre del generale Karol Morawski.